# Orfeo jobim
Orfeo jobim là một loài nhện trong họ Linyphiidae.
Loài này thuộc chi Orfeo. Orfeo jobim được František Miller miêu tả năm 2007.